# Ernesto Benedettini
Ernesto Benedettini (* 5. März 1948 in San Marino) ist ein Politiker aus San Marino. Er war vom 1. April bis 1. Oktober 1992 und nochmals vom 1. Oktober 2008 bis 1. April 2009 Capitano Reggente (Staatsoberhaupt) von San Marino.

## Leben
Benedettini war bis 1974 als Angestellter in der Privatwirtschaft beschäftigt. Anschließend war er selbständig. Von 1996 bis 2005 war er Gesellschafter eines Unternehmens der Abfallwirtschaft. Benedettini lebt in Borgo Maggiore, ist verheiratet und Vater von zwei Töchtern.

## Politik
Seit 1968 Mitglied des PDCS, von 1988 bis 2006 und erneut von 2008 bis 2011 gehörte er dem Parteivorstand an.
Von 1984 bis 1988 war er Bürgermeister von Borgo Maggiore. 1988 wurde er in den Consiglio Grande e Generale, das Parlament San Marinos, gewählt dem er seitdem angehört. Er war Mitglied des Finanz- und Außenausschusses, der Interparlamentarischen Versammlung und des Consiglio dei XII. Für die Periode vom 1. April 1992 bis 1. Oktober 1992 wurde er gemeinsam mit Germano De Biagi zum Capitano Reggente, dem Staatsoberhaupt von San Marino gewählt. Vom 1. Oktober 2008 bis 1. April 2009 absolvierte er seine zweite Amtszeit als Capitano Reggente gemeinsam mit Assunta Meloni. Seit 2006 ist er Präsident von  Giochi del Titano, der staatlichen san-marinesischen Glücksspiel- und Lottogesellschaft.
Benedetti lebt in Borgo Maggiore, ist verheiratet und Vater von zwei Töchtern.